# Øsby
Øsby is een plaats in de Deense regio Zuid-Denemarken, gemeente Haderslev. De plaats telt 445 inwoners (2008).